# سفارة رومانيا لدى السعودية
سفارة رومانيا لدى السعودية هي الممثلية الدبلوماسية العليا لدولة رومانيا لدى المملكة العربية السعودية. تقع السفارة في حي الملك فهد في الرياض.